# Kloster Lorvão

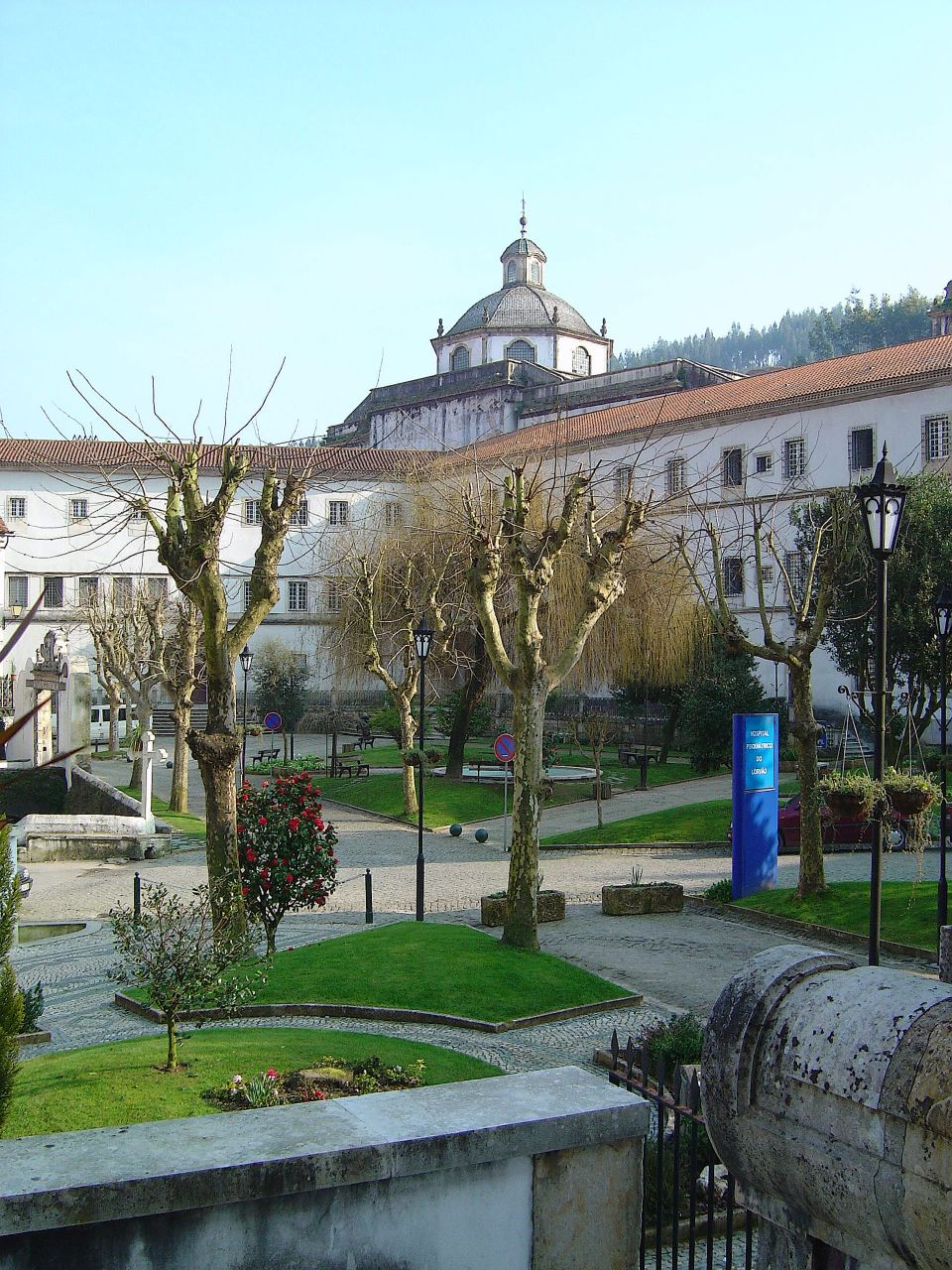
Im Außenbereich des Klosters Lorvão mit Blick auf die Kuppel der Kirche

Das Kloster Lorvão (portugiesisch Mosteiro de Santa Maria de Lorvão oder einfach Mosteiro de Lorvão) liegt in der Gemeinde Lorvão, Landkreis Penacova, Distrikt Coimbra, in Portugal. Es war im 10. und 11. Jahrhundert ein wichtiges Zentrum der mozarabischen Kultur sowie ein wirtschaftlich bedeutendes Kloster und Mittelpunkt der Buchmalerei. Es diente ab dem Hochmittelalter als Frauenkloster.
Nach dem Erlöschen der religiösen Orden in Portugal im 19. Jahrhundert erfolgte im 20. Jahrhundert eine Nachnutzung als psychiatrische Klinik, welche 2012 geschlossen wurde.

## Geschichte

### Gründung
Über die Gründung gibt es unterschiedliche Auffassungen. So wird einerseits eine dem heiligen Mamas gewidmete Entstehung des Klosters im 6. Jahrhundert angenommen und mit São Mamede de Lorvão (gegründet 547 in einer alten römischen Villa) verbunden. Damit wäre es eines der ältesten Klöster Europas. Des Weiteren wird als Gründer der erste Bischof von Conimbriga, Lucêncio, benannt und auf einen 1983 aufgefundenen Stein aus der westgotischen Zeit verwiesen. In einem zwischen 572 und 582 verfassten Dokument, das die Pfarreien des Bistums von Conimbríga aufzählt, wird auf die Parochie von Lurbine verwiesen, die ebenfalls mit Lorvão verbunden wird.
Andererseits wird die Meinung vertreten, dass die Gründung wahrscheinlich auf die im Auftrag des Königs von Asturien, Alfonso III., 878 erfolgte Eroberung von Coimbra durch Hermenegildo Guterres zurückgeht. Die Gründung wird somit auf das letzte Viertel des 9. Jahrhunderts datiert. Guterres machte den Mondego zum Grenzfluss und wird der erste Graf (Conde) (878–920) des Gebietes zwischen den Flüssen Mondego und Douro, der Grafschaft von Coimbra.
Als Graf von Coimbra hatte Hermenegildo Guterres die Aufgabe, die Region zwischen den Flüssen Douro und Mondego zu entwickeln und in das Königreich León einzugliedern. In diesem Zusammenhang wird daher die Gründung des Klosters von Lorvão als wahrscheinlich angesehen, zumal aus der Familie Hermenegildo Guterres’ eine Reihe wichtiger Schutzherren des Klosters stammen. Der Historiker Rui de Azevedo, der 1933 einen grundlegenden Artikel zum Kloster Lorvão veröffentlichte, ging von einer Gründung nach dem Jahr 907, wahrscheinlich 911, aus.

### Mozarabisches Zentrum
Historisch gesichert ist, dass sich das wirtschaftlich sehr erfolgreiche Kloster zu einem Zentrum der mozarabischen Kultur entwickelte. Neben dem Livro Preto der Kathedrale von Coimbra ist der Liber testamentorum von Lorvão mit 75 Dokumenten zwischen 877 und 1159 ein wichtiges Zeugnis dieser arabisierten christlichen Eliten, die wahrscheinlich bis zur Eroberung durch Hermenegildo Guterres eine arabisierte, aber sonst autarke christliche Bevölkerung beherrschten.
Nach der islamischen Rückeroberung der Region um Coimbra durch Almansor im Jahre 987 suchte das Kloster von Lorvão den Ausgleich mit den neuen muslimischen Herren und konnte so seinen kulturellen und wirtschaftlichen Einfluss bewahren, zumal es eine ganze Reihe von Landschenkungen von vor Almansor geflohenen christlichen Eigentümern erhielt. Unter der erneuten Herrschaft der Muslime entstand zwischen Douro und Mondego ein islamisches „Protektorat“, das auf der indirekten Kontrolle vieler, ziemlich instabiler christlicher Herrschaften basierte.
Mit der 1064 erfolgten erneuten christlichen Eroberung von Coimbra wird der mozarabische Führer der Belagerer, Sesnando Davides, zum Alvazil bzw. Gouverneur von Coimbra sowie aller Gebiete südlich des Douro ernannt. Damit setzte sich die mozarabische Dominanz in der Region zwar fort, gleichzeitig wurde jedoch unter dem Einfluss der Cluniacensischen Reform die Latinisierung der christlichen Kirche im Königreich León und damit die Marginalisierung des mozarabischen bzw. hispanischen Ritus und der arabisierten christlichen Eliten weiter verstärkt.
Mit dem Tod von Sesnando Davides 1091 oder 1092 verlieren die Mozaraber ihren einflussreichsten Unterstützer. Das Kloster wird zukünftig von Äbten aus dem Norden geführt und verliert seine Unabhängigkeit. Sein neuer Schutzherr wird der Bischof von Coimbra.

### Hochmittelalter
In der zweiten Hälfte des 12. Jahrhunderts, während der Regierung von Alfons I. (Afonso I de Portugal), dem ersten König von Portugal, erfolgten bedeutende Umbauarbeiten, welche sehr wahrscheinlich in einem neuen Kreuzgang und einer dreischiffigen Kirche resultierten. Diese Arbeiten überschneiden sich mit der Führungsperiode durch Abt João (1162–1192), während derer das Kloster von Lorvão zusammen mit dem Mosteiro de Santa Cruz in Coimbra eines der wesentlichen Zentren der Buchmalerei des neuen Königreiches war. An erster Stelle zu nennen sind aus dem Skriptorium von Lorvão die Handschriften Livro das Aves (dt. „Buch der Vögel“), angefertigt 1184 zum Ende der Herrschaft von Alfons I., und Apocalipse do Lorvão (dt. „Apokalypse von Lorvão“), erstellt 1189, während der Regierungszeit des zweiten Königs von Portugal Sancho I.
Die Unterordnung des Klosters von Lorvão unter die Entscheidungsbefugnis des Bischofs von Coimbra wurde von der Ordensgemeinschaft nie völlig akzeptiert. Um seine Beziehungen zur königlichen Familie und seinen Einfluss am Hof zu verbessern, sicher aber auch um dieses gespannte Beziehungsgefüge zu beenden, gab der Bischof von Coimbra, Pedro Soares, 1205 das Kloster an die Schwester des portugiesischen Königs Sancho I., D. Teresa, um dort das erste zisterziensische Frauenkloster zu errichten. Die Argumente, die damals vorgebracht wurden, um das Vorgehen der kirchlichen und politischen Macht zu rechtfertigen, gaben den Mönchen die Schuld für diese Entscheidung. Ihnen wurden ein „ausschweifendes Leben“ und die Schuld an „Verfall und Zerstörung ihres Klosters und seiner Güter“ vorgeworfen.
Am 28. Dezember 1206 bestätigten die Bischöfe von Porto und Lissabon erneut und ausdrücklich, dass das Kloster S. Mamede von Lorvão in Zukunft von D. Teresa verwaltet werden sollte. Die Mönche wollten sich jedoch nicht damit abfinden, das Kloster verlassen zu müssen. Obwohl D. Teresa den Mönchen 500 áureos als Kompensationszahlung anbot, wandten diese sich an den Papst und forderten ihre Rechte ein. Erst im November 1210 mit der Bulle Causam que vertebatur bestätigte Innozenz III., das die Benediktinermönche das Kloster zu verlassen haben.
Ab 1211 baute D. Teresa ihr, jetzt der Jungfrau Maria gewidmetes Kloster Santa María de Lorvão auf, das schnell zu einem prestigeträchtigen Ort für Frauen des Hochadels wurde. Im ständigen Kontakt mit dem Königshof entwickelte sich das Kloster zu einem wirtschaftlichen Zentrum in der Region Beira und zu einem der reichsten Klöster Portugals. Nach einer Zeit des Aufbaus schloss sich das Kloster 1250 an den Zisterzienserorden an.
Diese tiefgreifende Veränderung verdankt es Infantin D. Teresa, Tochter von Sancho I. und Frau von Alfons IX., deren Ehe mit dem Monarchen des Königreichs León nach drei Kindern für ungültig erklärt wurde. Sie kehrte nach Portugal zurück und lebte bis zu ihrem Tod im Jahr 1250 im Kloster.
Die Infantin und Gründerin des Frauenklosters ist heute zusammen mit ihrer Schwester D. Sancha, eine Äbtissin des Klosters Santa María de Celas, in der Kirche des Klosters begraben. Ihre heutigen Grabmäler wurden nach der Seligsprechung der Infantinnen im Jahr 1705 durch den Goldschmied Manuel Carneiro da Silva 1714 geschaffen.

### 16. bis 18. Jahrhundert
Von den mittelalterlichen Gebäudeteilen blieben bis heute nur die romanischen Kapitelle in den Kapellen des Kreuzgangs erhalten. Im letzten Viertel des 16. Jahrhunderts erfuhr der Kreuzgang Umbauten im Sinne der Renaissance.
Große Veränderungen begannen in der Dekade ab 1620 – der Säulengang der Kirche datiert auf 1630 – und führten bis ins 18. Jahrhundert zum heutigen Aussehen des Klosters, im Stil des Barocks. Im Kreuzgang wurden Balkone hinzugefügt (1677) und das Innere der Kirche mit Talha Dourada (vergoldeten Holzschnitzarbeiten) ausgestaltet. In der zweiten Hälfte des 17. Jahrhunderts lebten 124 Nonnen in Lorvão.
Für das 18. Jahrhundert ist die Bestuhlung des unteren Chors erwähnenswert, ausgeführt zwischen 1741 und 1747 in Palisander (port. jacarandá) und Nussbaum sowie die Rekonstruktion der Kirche unter dem Eindruck des Palácio Nacional de Mafra zwischen 1748 und 1761.

### 19. Jahrhundert
Nach dem Miguelistenkrieg betraf die Abschaffung der religiösen Orden in Portugal 1834 zunächst nur männliche Klöster. Die endgültige Abschaffung auch der weiblichen religiösen Orden wurde 1862 geregelt, als beschlossen wurde, dass Klöster nach dem Tod der letzten Gläubigen aufzulösen waren. Die letzte Nonne des Klosters Lorvão verstarb 1887.
Große Teile des ehemaligen Klosterbesitzes sind heute auf verschiedene Museen in Portugal verteilt. Ein Beispiel ist die Handschrift Apocalipse do Lorvão, die 1853, autorisiert durch die Nonnen, in das Arquivo Nacional da Torre do Tombo (das portugiesische Nationalarchiv) überführt wurde.

### 20. Jahrhundert
Das Kloster Lorvão wurde durch das Dekret 136 vom 16. Juni 1910 in das Verzeichnis nationaler Monumente in Portugal aufgenommen. Bemerkenswert sind der Kirchenraum, das Gestühl im Chor, das schmiedeeiserne Gitter am Chor im Rokoko-Stil, der Kreuzgang der Stille (pt. Claustro do Silêncio) und die Kuppel der Kirche.
Während der Diktatur des Estado Novo befanden sich die Gebäude des Klosters und alle zugehörigen Gebiete bereits in einem fortgeschrittenen Stadium des Verfalls. Sie wurden auf Initiative von Fernando Baeta Bissaia Barreto Rosa als psychiatrische Klinik umfunktioniert. Diese Umstellung kann mittels Dokumenten und Fotos im Centro de Documentação Bissaya Barreto in Coimbra nachvollzogen werden. Die Einrichtung einer psychiatrischen Klinik in Coimbra 2007 besiegelte die Schließung der Klinik in Lorvão. 2012 wurden die letzten Patienten auf andere Häuser verlegt, hauptsächlich in Miranda do Corvo und Condeixa-a-Nova.
Am 3. Mai 2014 fand die Einweihung eines einzigartigen Exemplars einer doppelfassadigen spanischen Orgel aus dem 18. Jahrhundert statt, ca. 25 Jahre nach Beginn der Instandsetzung. Ebenfalls im Jahr 2014 wurde der Kreuzgang architektonisch in ein Museum für sakrale Kunst umgestaltet.

Orgelprospekte
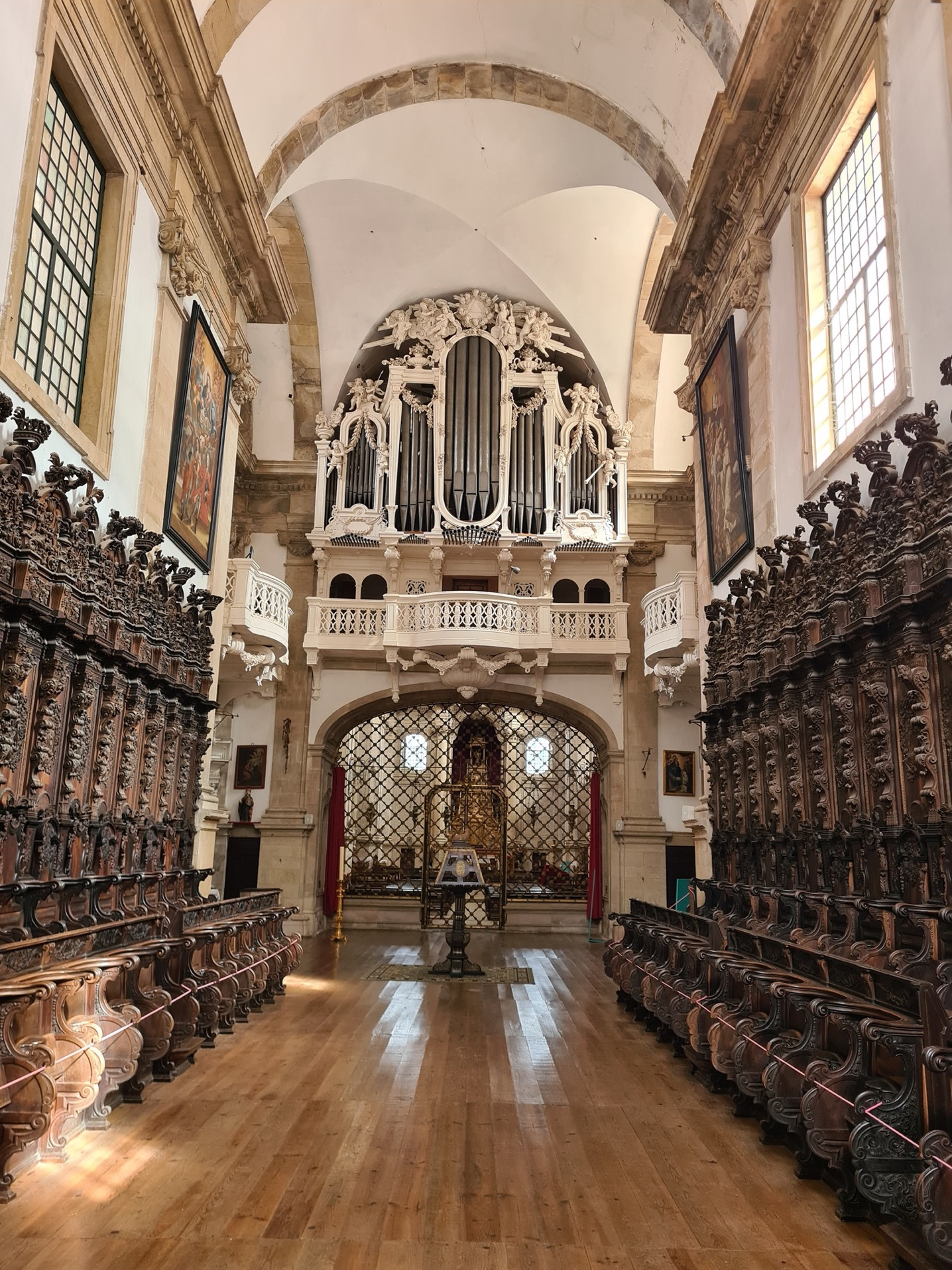
1. Prospekt mit Horizontalzungen
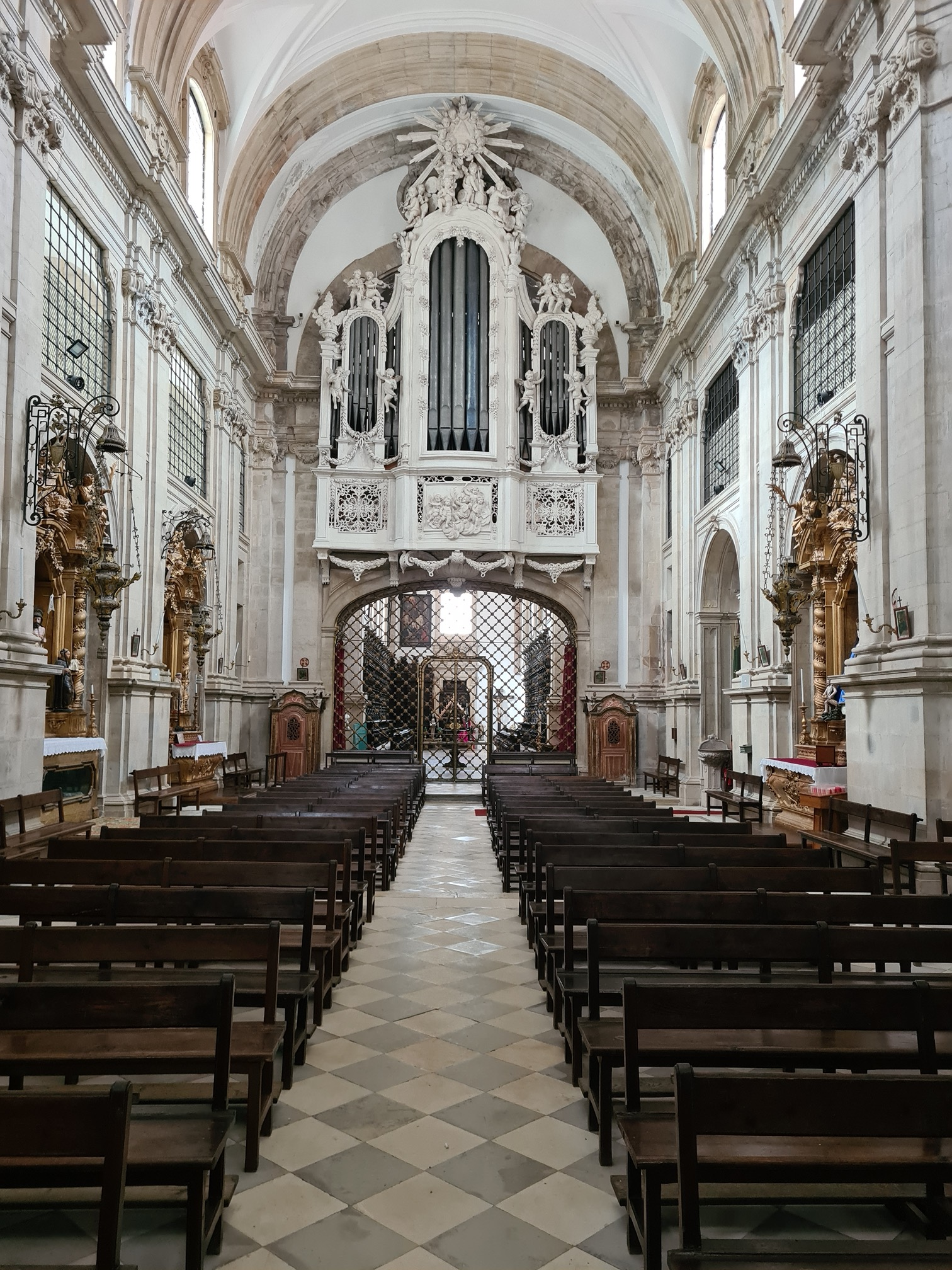
2. Prospekt ohne Horizontalzungen

## Bekannte Nonnen
- Infantin Beata Teresa de Portugal (ca. 1181–1250), Tochter von König Sancho I. (Portugal) und Ehefrau von König Alfons IX.
- Dona Dulce von León (ca. 1195–ca. 1245), Tochter von König Alfons IX. und Infantin Beata Teresa von Portugal
- Teresa Mendes de Sousa (1220–1292), Tochter von Mem Garcia de Sousa (Ricohombre)
- Infantin Dona Urraca (ca. 1260–ca. 1290), Tochter von König Alfons III. (Portugal)